# Шахматы (телепередача)
«Шахматы» — спортивная телепередача, выходившая в СССР с 1970 по 1987 год. Была подготовлена Главной редакцией учебных программ Ленинградского телевидения.

## История
Впервые передача, основной целью которой являлась пропаганда шахмат, появилась в эфире 4 октября 1970 года. Тележурнал продолжительностью 20 мин. выходил два раза в неделю. С 1971 года длительность увеличилась до 45 мин. «Шахматы» стали выходить еженедельно, затем раз в две недели.
Тележурнал был поделен на несколько страниц. На первой странице мастера разыгрывали партию с укороченным контролем времени. Ходы сопровождались краткими комментариями, которые позволяли
игрокам-любителям лучше оценить ход поединка. На следующей странице зрителям демонстрировали известные шахматные миниатюры, а конец программы был отдан начинающим игрокам. Впоследствии содержание «Шахмат» менялось. Первую страницу отвели основным принципам шахмат, следующий сегмент излагал те же принципы, воплощенные в дебюте или миттельшпиле, третья часть — примеры из партий мастеров.
Отдельные конкурсные программы проходили при очном участии телезрителей. В эти дни на телестудию приходило много желающих.

## Ведущие
Над созданием передачи трудились известные шахматные специалисты. Ведущими «Шахмат» были международный мастер Борис Владимиров, мастера спорта Михаил Ноах и Павел Кондратьев, будущий международный мастер Исаак Радашкович. В качестве режиссёра над программой работал Игорь Шадхан.